# 太老神社
太老神社（たろうじんじゃ）は、岡山県浅口市金光町上竹にある神社である。旧社格では無格社であった。

## 由緒
江戸時代初期の慶長6年（1601年）、9月15日の創建と伝えられる。現在地への遷座は創建より5年後の慶長11年（1606年）とされるが、由緒についての文書が幕末・文久年間の火災により失われているため、詳細は不明。祭神は主神が天鈿女命、相殿神が岐神である。

## その他
OVA・テレビアニメ・映画・小説などで展開された天地無用!シリーズに登場する、柾木神社のモデルとなっている（原作者・梶島正樹は岡山県出身）。
2004年9月、神社の賽銭箱が盗難にあった際には、天地無用!の公式サイトにて太老神社支援募金の呼びかけを行い、賽銭箱・魔除け鈴などを寄進している。

## 交通
- 最寄り駅のJR山陽本線・金光駅から北へ約2km
- 浅口市営バス 浅口ふれあい号 金光北線「阿坂」停留所からすぐ